# Młoda Białoruś
Młoda Białoruś (biał. Маладая Беларусь) – białoruski młodzieżowy ruch polityczny opowiadający się za demokratycznymi przemianami na Białorusi i ochroną kultury narodowej.

## Historia
Powstanie organizacji ogłoszono 28 września 2008 roku – w dzień przeprowadzenia na Białorusi wyborów parlamentarnych. Nazwa „Młoda Białoruś” pojawiła się w 2004 – taka była nazwa koalicji wyborczej powstałej na czas wyborów parlamentarnych. Powołanie do życia nowego ruchu jest powodowane przyszłymi wyborami prezydenckimi w 2011. Celem Ruchu jest zjednoczenie istniejących struktur młodzieżowych dla organizacji skutecznej kampanii wyborczej.
Idea powołania organizacji wyszła od Artura Fińkiewicza.
Zadaniem Ruchu „Młoda Białoruś” na lata 2008–2011 jest organizacja oraz prowadzenie kampanii mobilizacyjnych w gronie młodzieży. Ruch zamierzał zorganizować pozytywną kampanię propagandową na rzecz demokratyzacji oraz europeizacji Białorusi, a w następnej kolejności na rzecz demokratycznego kandydata na prezydenta w 2011. Zamierza również prowadzić kampanię propagandową przeciwko Aleksandrowi Łukaszence i jego rządom.